# 时光代理人
《时光代理人》是一部由澜映画制作的动画剧集，动画企劃前身為嗶哩嗶哩2018年國創發佈會上發布的《淨化法則（DEVIL GAME）》。

该动画剧集已于2021年4月30日在bilibili首播，直至2021年7月9日每周五11:00更新一集，含番外篇共12集。第一季大結局見面會宣布第二季製作決定。日語配音宣布於2022年1月登場。第二季於2023年7月14日開始播放，日語配音宣布於2024年4月登場。英都篇於2024年12月27日開始播放。

## 世界觀
第一、二季
在这个时代，出于各种各样的原因，照相馆几乎绝迹。和照相馆一同被掩盖在喧嚣之下的，还有那些神秘的超能力者，他们数量稀少且低调，除了自己，没有任何人知道其存在。程小时偶然结识超能力者陆光，并觉醒了自己的特殊能力。
英都篇
在都市的某个角落，有一家叫做“时光照相馆”的小店。由程小时与陆光两位年轻小伙共同经营。小店看似门庭冷落，其实另有乾坤——原来两位经营者身怀特殊超能力，一人能进入照片“魂穿”拍摄者，一人能洞察照片，预知拍摄前后的经历。两人凭借超能力做起了“时光代理人”，通过房东小姐姐乔苓的介绍，接受一桩桩照片委托任务，为人们解决问题、弥补遗憾。然而其中一桩委托任务，却将他们卷入了一件神秘又麻烦的案件中……

## 劇情簡介
第一季
在繁华都市的某个角落，有一家叫做“时光照相馆”的小店还在照常营业。虽然门庭冷落，但它背后其实由两个具有特殊能力的男人——程小时和陆光经营着。为了完成顾客的委托，陆光和程小时组队配合使用超能力进入照片，然而事情的发展却没能按他们所想的那样……
第二季
为了找到一系列罪案的操纵者，程小时求助于肖力，找寻一切藏匿于暗中的蛛丝马迹。但是拥有未知超能力的凶手在阴影之中，也从没有停止过他的阴谋。神秘少年如影随形，身边伙伴接连遇害，程小时屡次身陷险境。随着追查深入，一桩多年前的凶案浮出水面。真相似乎越来越近，然而凶手的身份却让人始料未及。最终的较量即将展开。
英都篇
为了拯救死去的程小时，陆光回到了最初，沿着命运的轨迹重新开始。然而一张载着程小时父母线索的照片出现在时光照相馆，为查明真相，陆光怀着忐忑的心情与程小时前往英都。
看似友善的当红模特夏斐，举止乖张的唐人街之首Vein，还有神秘现身的刘枭……
面对怀揣不同目的的人们，陆光能否打破那注定的死局？

## 主要角色
程小时（配音：苏尚卿（中文）、豐永利行（日語））
——透过迷雾的镜头会刻下真相吗？
年幼時雙親突然失蹤。在青梅竹馬喬苓一家的幫助下平安長大。現與搭檔陸光共同經營的照相館。並在暗中承接各種特殊委託，擔任執行者。

英文名：Charles
年龄：21岁
身高：180cm
生日：4月15日
星座：白羊座
诞生花：雏菊
MBTI：ESFP
特长：篮球、摄影
喜欢的事物：篮球、摄影、游戏
讨厌的事物：数学、孤独、下雨
超能力：在陆光的引导下知晓了自己有进入照片的超能力，可以附身照片世界中的拍摄者或肉身穿越到过去。

穿梭「时光」隧道，在乱局中破风，还是在未知中彷徨？
陆光（配音：杨天翔（中文）、櫻井孝宏（日語））
——穿过帷幕的光，也将照亮迷雾。
與程小時在籃球場偶遇。後受邀與他合夥經營照相館。和程小時配合使用能力完成委託，在任務中擔任觀察者。

英文名：Lucas
年龄：？
身高：175cm
生日：10月24日
星座：天蝎座
诞生花：勿忘我
MBTI：INTJ
特长：没有特长就是特长
喜欢的事物：篮球、看书、睡觉、晒太阳
讨厌的事物：整理后的东西被弄乱、计划被打乱
超能力：能预知照片拍摄后12小时内发生的一切，能通过击掌的方式连接进入照片者的意识，从而利用已知信息指挥行动。

洞悉「时光」轨迹，是逆转定局，还是深陷困局？
乔苓（配音：李诗萌（中文）、古賀葵（日語））
——镜中万象，何辨虚实？
時光照相館房東的女兒。性格爽朗，善解人意，和程小時一起長大。是照相館的＂包租婆＂。也是委託任務的發布者。
程小时的青梅竹马，也是“英雄照相馆”的“包租婆”，和程小时一起就读于圭都大学，总是以温柔和热情关心着身边的人们。

英文名：Jo
年龄：22岁
身高：160cm
生日：3月16日
星座：双鱼座
诞生花：风信子
MBTI：ESFJ
特长：算账、乐器
喜欢的事物：跑步、音乐、绘画、八卦、奶茶
讨厌的事物：脏、磨磨唧唧

无论风云暗涌，永远以爱和热情回应世界。
劉梟（配音：趙路（中文））
——好戏开幕，以身入局，静伺其中。
神秘的青年，劉家次子，劉旻的弟弟。幼時曾與李天辰偶遇結識，後出國留學。在李天辰事件後回國，再次與他相遇。
在英都留学的年轻学生。外表温和优雅，家境也十分不简单，但在这光鲜亮丽的表象下似乎隐藏着秘密。
神秘，优雅，与年龄不符的从容。猎人擅长将自己伪装成猎物，而他似乎真的只是在期待着一场“游戏”。

英文名：Xavier
年龄：20岁
身高：183cm
生日：12月10日
星座：射手座
诞生花：紫露草
MBTI：INFJ
特长：闭眼玩魔方
喜欢的事物：马术、国际象棋、电影
讨厌的事物：香菜、鱼腥草
超能力：听取别人的心跳

是敏锐的猎人，亦是优雅的弈者。大幕拉开之际，他会掌控全局吗？

Vein（配音：劉照坤（中文））
——他的瞳孔，投下未来之影。
英都华人商会的一把手。旗下有无数产业和一家经济公司，掌握着诸多人脉和情报，我行我素的外表下却极其有原则。
在秩序与混乱的边缘游走，狂傲不羁的外表下，是看透一切的锐利。

中文名：萧未影
年龄：25岁
身高：187cm
生日：8月23日
星座：处女座
诞生花：大丽花
MBTI：ESTP
特长：牌技一流、可以将骰字摇成一列
喜欢的事物：吃、麻将
讨厌的事物：撒谎

从黑暗中现身，在深渊翻涌起血色风浪。
夏斐（配音：金弦（中文））
——妆点皮囊，准备下一次登场。
在英都读书的大学生。依靠出众的皮囊，他兼职成为模特并迅速走红，因某种目的接近程小时和陆光。
一如从阴影处盛开的向阳之花，只要在金钱与闪光灯之下，他会永远保持着完美姿态。

英文名：Felix
年龄：21岁
身高：185cm
生日：7月27日
星座：狮子座
诞生花：向日葵
MBTI：ENFP
特长：镜头前永远是完美的
喜欢的事物：钱、电影
讨厌的事物：欠人情

被闪光灯浸染的灵魂会是什么颜色？

Chris（配音：聶曦映（中文））
英都闻名的心理医生。曾是程伟民任职的语言学校的学生，因亚裔混血的身份被同学孤立欺负，似乎与十年前的火灾有千丝万缕的关系。
浴火重生的幸存者，将用这份力量保护珍视的一切。

中文名：王青
年龄：？
身高：173cm
生日：1月13日
星座：摩羯座
诞生花：曼陀罗
MBTI：INTP
特长：数独
喜欢的事物：喂下雨天被淋湿的流浪狗
讨厌的事物：人多的地方

### 其他人物
| 角色                           | 登場季數 | 介紹 |
| EMMA(吳麗華) 配音:趙熠彤(中文) | 第一季   | 來自鄉下的女孩，原為雀德遊戲公司朱總的助理。 |
| 朱葉 配音:郭浩然(中文)         | 第一季   | 雀德遊戲財務總監。 |
| 予夏 配音:錢琛(中文)           | 第一季   | 夏林麵館合夥人之一，與林貞是好友、閨蜜，委託程小時、陸光等人尋找麵館秘方。 |
| 林貞 配音:聶曦映(中文)         | 第一季   | 夏林麵館合夥人之一，予夏的好友。 |
| 陳瀟 配音:歪歪(中文)           | 第一季   | 來自豐川縣，是一位戴眼鏡的建築工程師。 母親於2008年5月份在一次地震中喪生。 |
| 劉磊 配音:谷江山(中文)         | 第一季   | 龍陽一中籃球隊隊長。 |
| 劉萌 配音:趙爽(中文)           | 第一季   | 陳瀟的初戀，陸鴻斌的妹妹。 |
| 陸鴻斌 配音:關帥(中文)         | 第一季   | 電機工廠中學籃球隊隊長。劉萌的哥哥。 |
| 豆豆 配音:仔仔(中文)           | 第一季   | 豆豆奶茶店經營者一家的兒子。 |
| 梅琵艷 配音:馬程(中文)         | 第一季   | 誘拐豆豆後被附身在豆豆身上的程小時嚇到而未將豆豆賣走，後被警方逮捕 。 |
| 錢進 配音:魏超(中文)           | 第二季   | 年齡：35歲。生日：9月16日。 身高：190cm。星座：處女座。 劉家的私人律師，衣冠楚楚，文質彬彬。曾經是與肖力同屬一個警隊的警察。後因種種原因遲任，離職前收養了李氏兄妹。與亡妻之死有不可推脫的聯繫。                   |
| 李天辰 配音:錦鯉(中文)         | 第二季   | 年齡：19歲。生日：6月11日。 身高：168cm。星座：雙子座。 擁有特殊能力的童顏少年。幼時因父親家暴失去雙親，與孿生妹妹李天希相依為命。似乎與錢進達成某種合作關係，偽裝成李天希與眾人周旋，其真實目的依然隱藏在陰影中。 |
| 李天希 配音:橙璃(中文)         | 第二季   | 年齡：19歲。生日：6月11日。 身高：162cm。星座：雙子座。 無法開口說話的少女，李天辰的孿生妹妹，父親的暴行摧毀了她的一切，她的心智和純真也停留在了那個時候。                                                         |

## 分集剧情
第一季
| 話數   | 標題           | 引用名言 |
| ------ | -------------- | --- |
| 第1话  | EMMA           | The camera is a fluid way of encountering that other reality. 相机是顺畅地邂逅那另一个现实的手段。 —— Jerry Uelsmann 杰里·尤斯曼                                                   |
| 第2话  | 秘方           | The portrait is your mirror. It's you. 照片就是你的镜子。它就是你。 —— August Sander 奥古斯特·桑德                                                                                 |
| 第3话  | 只许输，不准赢 | If your pictures aren't good enough, you're not close enough. 如果你的照片拍得不够好，那是因为你靠得不够近。 —— Robert Capa 罗伯特·卡帕                                            |
| 第4话  | 告白           | 微风吹动了我的头发，教我如何不想她？ —— 刘半农 |
| 第5话  | 告别           | 我始终认为生死不算一回事，只是事情没做完，觉得遗憾而已。 —— 郎静山 |
| 番外篇 | 比武招亲       | Not searching for unusual subject matter but marking the commonplace unusal. 我不是专门去物色那些不寻常的题材，而是要将寻常的题材变成不寻常的作品。 —— Edward Weston 爱德华·韦斯顿 |
| 第6话  | 尋子           | You have to be ready for luck. 你得去附近碰碰运气。 —— Neil Leifer |
| 第7话  | 梅姨           | The photographer must be part of the picture. 摄影师必须是照片的一部分。 —— Arnold Newman 阿诺德·纽曼                                                                              |
| 第8话  | 错失的讯号     | A good photograph is like a good hound dog, dumb, but eloquent. 一张好的照片就像一只好猎犬，不出声，但是却有说服力。 —— Eugène Atget 尤金·阿杰特                                   |
| 第9话  | 善意的恶果     | While photographs may not lie, liars may photograph. 照片可能不会说谎，但说谎者可能会拍照片。 —— Lewis Wickes Hine 路易斯·韦克斯·海因                                              |
| 第10话 | 圈套           | The negative is the equivalent of the composer's score, and the print the performance. 底片相当于作曲家的乐谱，冲印则相当于演奏。 —— Ansel Easton Adams 安塞尔·亚当斯              |
| 第11话 | 带着光的人     | Whenever there is light, one can photograph. 有光的地方就可以摄影。 —— Alfred Stieglitz 艾尔弗雷德·施蒂格利茨                                                                      |

時光照相館的日常-小劇場
| 話數   | 標題                     |
| ------ | ------------------------ |
| 第1话  | 開啟循環模式             |
| 第2话  | 關於點外賣的那些事       |
| 第3话  | 照相館的新成員           |
| 第4话  | 關於陪伴                 |
| 第5话  | 「神婆」之謎             |
| 第6话  | 照相館的新業務           |
| 第7话  | 三人組的直播問答         |
| 第8话  | 三人組的習武日常         |
| 第9话  | 喬苓的煩惱               |
| 第10话 | 時光連結中               |
| 第11话 | 三人組的習武日記         |
| 第12话 | 中秋月圓                 |
| 第13话 | 生日驚喜                 |
| 第14话 | 萬聖夜驚魂               |
| 第15话 | 關於修電腦               |
| 第16话 | 直播問答第二彈！         |
| 第17话 | 時光連結中，第二個委託！ |
| 第18话 | 意想不到的來客           |

第二季
| 話數   | 標題           |
| ------ | -------------- |
| 第1话  | 墜落           |
| 第2话  | 夜襲           |
| 第3话  | 兩場葬禮       |
| 第4话  | 照片中的她們   |
| 第5话  | 最後的晚餐     |
| 第6话  | 李天希         |
| 第7话  | 巷戰           |
| 第8话  | 人質           |
| 第9话  | 三個故事       |
| 第10话 | 即興演出       |
| 第11话 | 對峙           |
| 第12话 | 不能沒有好哥哥 |

英都篇
| 話數  | 標題                 |
| ----- | -------------------- |
| 第1话 | 於是時間再次開始流轉 |
| 第2话 | 序幕                 |
| 第3话 | 他們                 |
| 第4话 | 無人生還             |
| 第5话 | 重逢                 |
| 第6话 | 迷局                 |

## 制作团队
第一季
出品人：李旎 李豪凌
总制片人：张圣晏 骆艳艳
制片人：康君 唐云康 陈卿 王蓉
总监制：魔恩·杨璐
监制：田雪姣 张佶骏 黄思齐 苍菂
版权支持：潘琳琳 刘綦 娄婷
市场中心总策划：杨亮
版权推广：杜明珠 易小丽 张贤子
运营推广：于亦楠
总作画监督：LAN
人设原案设计：INPLICK
美术监督：丹治匠 朝见之弥 朱立朴
摄影监督：山条裕香
音乐监督：天门
配音导演：阿杰 郭浩然
执行导演：张予夏
第二季
原作·导演：李豪凌
出品人：李旎
总制片人：张圣晏 李豪凌
制片人：康君 唐云康
制片：王舒恬 陈楠 柴翱翔
总作画监督：LAN
人设原案设计：INPLICK
色彩设计：のぼり はるこ
美术监督：朝见之弥 朱立朴
音乐监督：天门
配音导演：阿杰
执行导演：张予夏 陆婉玉
英都篇
原作·总导演：李豪凌
导演：鲁元元
出品人：李旎
总制片人：张圣晏 李豪凌
制片人：康君 唐云康
制片：李夏奈 全光彬 刘恩红
总作画监督：权恩京
人设原案设计：INPLICK
色彩设计：のぼり はるこ
美术监督：朝见之弥 李奉烈 冯国论
音乐监督：天门
配音导演：阿杰

## 音乐原声带
| 曲序     | 曲目                        |           | 作曲     | 编曲     | 製作人   | 演唱者    | 备注                 | 时长  |
| -------- | --------------------------- | --------- | -------- | -------- | -------- | --------- | -------------------- | ----- |
| 1.       | Dive Back In Time           | 鱼麦扣    | 鱼麦扣   | 白鲨JAWS |          | 白鲨JAWS  | 《时光代理人》片头曲 | 2:54  |
| 2.       | Over Think                  | 饭卡      | 饭卡     | 饭卡     | 饭卡     | 饭卡      | 《时光代理人》片尾曲 | 3:00  |
| 3.       | 与你有关                    | 泠鸢yousa | 郑伟     | 郑伟     | 郑伟     | 泠鸢yousa | 《时光代理人》插曲   | 3:41  |
| 4.       | Dive Back In Time（伴奏版） |           | 鱼麦扣   | 白鲨JAWS |          |           |                      | 2:54  |
| 5.       | Over Think（伴奏版）        |           | 饭卡     | 饭卡     | 饭卡     |           |                      | 3:00  |
| 6.       | 与你有关（伴奏版）          |           | 郑伟     | 郑伟     | 郑伟     |           |                      | 3:41  |
| 总时长： | 总时长：                    | 总时长：  | 总时长： | 总时长： | 总时长： | 总时长：  | 总时长：             | 19:10 |

| 曲序     | 曲目             |                                                | 作曲                                                                       | 编曲                                                                | 演唱者                                                           | 时长  |
| -------- | ---------------- | ---------------------------------------------- | -------------------------------------------------------------------------- | ------------------------------------------------------------------- | ---------------------------------------------------------------- | ----- |
| 1.       | Now & Forever    | 雷雨心YuxinLei                                 | 雷雨心YuxinLei                                                             | Xeuphoria                                                           | 雷雨心YuxinLei                                                   | 3:19  |
| 2.       | BREAK!           | Hubert Ng JYPHAN JCPang maxleelilun            | JCPang maxleelilun Hubert Ng AK劉彰                                        | Victor Sågfors                                                      | AK劉彰                                                           | 3:14  |
| 3.       | Surprising Click | Hanif hitmanic sabzevari dennis deko kordnejad | 談健婷Dreamcore.No.7 AK劉彰 Hanif hitmanic sabzevari dennis deko kordnejad | Hanif hitmanic sabzevari dennis deko kordnejad 談健婷Dreamcore.No.7 | AK劉彰 娜迪熱Nadira                                              | 3:07  |
| 4.       | 審判列車         | 飯卡                                           | 飯卡                                                                       | JZlee                                                               | 李天辰(錦鯉) 劉梟(趙路) 喬苓(李詩萌) 程小時(蘇尚卿) 陸光(楊天翔) | 3:30  |
| 5.       | 灼熱宮殿         | 飯卡                                           | 飯卡                                                                       | 飯卡 TheMagazine                                                    | 飯卡                                                             | 2:51  |
| 总时长： | 总时长：         | 总时长：                                       | 总时长：                                                                   | 总时长：                                                            | 总时长：                                                         | 16:00 |